# David Eben
David Eben (* 6. ledna 1965 Praha) je český hudebník a muzikolog. Řídí mužský pěvecký sbor Schola Gregoriana Pragensis zaměřený na gregoriánský chorál, hraje na dechové nástroje ve skupině Bratři Ebenové a je českým znalcem i praktikem gregoriánského chorálu. Je synem českého hudebního skladatele Petra Ebena a synovcem hudebního skladatele Ilji Hurníka. Má dva syny, staršího Jakuba a mladšího Šimona.
Akademicky působí v Ústavu hudební vědy na Filozofické fakultě Univerzity Karlovy v Praze, kde byl v roce 2017 jmenován profesorem v oboru Hudební umění se zaměřením Hudební teorie.